# Crazy Nights (video)
Crazy Nights je hudební video skupiny Kiss vydané v roce 1988. Obsahuje tři videa ze stejnojmenného alba. Jde o písně Crazy Crazy Nights, Turn on the Night a Reason to Live.

## Seznam skladeb
| Pořadí | Název                      | Autor                   | Délka |
| ------ | -------------------------- | ----------------------- | ----- |
| 1.     | Crazy Crazy Nights (video) | Paul Stanley / Mitchell |       |
| 2.     | Turn on the Night (Video)  | Stanley / Child         |       |
| 3.     | Reason to Live (Video)     | Stanley / Warren        |       |

## Obsazení
- Paul Stanley- kytara, zpěv
- Gene Simmons- basová kytara, zpěv
- Eric Carr- bicí, zpěv
- Bruce Kulick- sólová kytara, zpěv